# باولو فريدريكو بينيفنوت
باولو فريدريكو بينيفنوت (بالبرتغالية: Paulo Frederico Benevenute‏) المعروف باسم باولاو (بالبرتغالية: Paulão‏) (حرفيا باولو الكبير) (مواليد 26 ديسمبر 1973) هو لاعب كرة قدم برازيلي معتزل.

## المسيرة الرياضية
ولد باولاو في سانت أندري ولعب موسمًا مع ساو باولو في الدوري البرازيلي لكرة القدم 1999. ثم لعب موسمًا في البرتغال مع فيتوريا دي غيماريش وعاد إلى سانتا كروز في أغسطس 2001. لعب مع جوفنتود في الموسم التالي وغادر إلى غواراني في 2003. في أكتوبر 2003 غادر إلى الخور القطري. في يناير 2005 عاد إلى البرازيل ووقع عقدًا حتى نهاية عام 2005 مع أتليتيكو سوروكابا في بطولة باوليستا. لعب بعد ذلك مع فاسكو دا غاما في الدرجة الأولى وغريميو بارويري في الدرجة الثانية ولعب أيضاً مع ريو برانكو في بطولة باوليستا 2007.